# 鲍云龙
鮑雲龍（?—?），字景，號魯齋。南宋微州歙縣（今屬安徽）人。 
南宋寶祐六年（1258年）鄉貢進士。咸淳四年（1268年）十月，與吳龍翰、宋復二人同游黃山，各自攜糧，三天後登頂，當晚夜宿蓮花峰頂。南宋滅後不仕。著有《天原发微》。 